# C-18 (Dragon Ball-szereplő)
C-18 (人造人間18号; Dzsinzóningen Dzsú Hacsi Gó; Hepburn: Jinzōningen Jū Hachi Gō, ’Artificial Human #18’; Android 18; eredeti nevén Lazuli) kitalált szereplő, eleinte gonosztevő, majd később pozitív szereplő a Dragon Ball Z, Dragon Ball GT és Dragon Ball Super manga- és animesorozatokban. Szinkronhangja a japán változatban Itó Miki, a magyarban Liptai Claudia.

## Története
Dr. Gero erőszakkal kiborggá változtatta őt és ikertestvérét, C-17-et. A fő idővonalon nem teljesítik Dr. Gero parancsait. Később összeházasodik Krilinnel és egy közös gyerekük is születik, Marron.
Egy másik idővonalon egy könyörtelen gyilkos, aki C-17-tel együtt rémuralmat indított el a Földön, amely húsz évig tartott, mígnem mindkettőjüket megölte Trunks.

## Megjelenés
Android 18 egy karcsú, átlagon felüli magasságú nő. Vállig érő szőke haja van. 
Az Android Saga-ban kék farmermellényt és szoknyát visel, sötétkék harisnyával, barna övvel, barna csizmával, csíkos hosszú ujjú inggel. 
A Dragon Ball Z végén és a Dragon Ball GT-ben rövidebb a haja.

## Képességek
Kiborggá alakítását követően C-18 emberfeletti erővel és sebességgel rendelkezik.

### Technikák
- Bukujutsu: Repülés ki felhasználásával[3]
- Változatos ki-lövések
- Power Blitz
- Infiniti Bullet
- Kienzan
- Accel Dance
- Non-stop Violence

## Fordítás
Ez a szócikk részben vagy egészben  az   Android 18 című angol Wikipédia-szócikk fordításán alapul.  Az eredeti cikk szerkesztőit annak laptörténete sorolja fel. Ez a jelzés csupán a megfogalmazás eredetét és a szerzői jogokat jelzi, nem szolgál a cikkben szereplő információk forrásmegjelöléseként.